# Утакмице фудбалске репрезентације Мађарске 1964.
| Домаћин | Гост |

Фудбалска репрезентација Мађарске је током 1964. године одиграла осам званичних утакмица. Победили су у две утакмице квалификација за Европско првенство против Француске, па се тим пласирао на Европско првенство које се одржавало у Шпанији. Први противник на турниру био је домаћин Шпанија, у такмичарском мечу шпански тим је победио голом у 113. минуту. На овом мечу Лајош Тихи је одиграо своју 70. утакмицу за репрезентацију Мађарске а у репрезентацију се последњи пут вратио тек 1971. године. Следећи противник репрезентацији Мађарске била је Данска. Репрезентација Мађарске у нападима све време није могла да дође до сигурног вођства. Противнику је био довољан само један контранапад за изједначење. Додани су продужеци, Деже Новак је решио меч са два гола и крајњи резултат од 3 : 1.
Олимпијска репрезентација Мађарске је одиграла две утакмице у квалификацијама за Олимпијске игре и пошто се квалификовала на турнир у Јапану, тамо је одиграла још пет утакмица и постала је Олимпијски шампион. Ове утакмице се не рачунају као званичне утакмице Мађарске репрезентације.
Савезни селектор националног тима у овом периоду је био:
- Лајош Бароти

Селектори олимпијске репрезентације у овом периоду су били:
- Карољ Лакат
- Карољ Шош

## Утакмице
| Француска | 1 : 3 (0 : 2) | Мађарска                  |
| --------- | ------------- | ------------------------- |
| Косу 73’  | Извештај      | 15’ Алберт · 16’ 69’ Тихи |

| Шпанија  | 1 : 2 (0 : 1) | Мађарска |
| -------- | ------------- | -------- |
| Веласкез | Извештај      | Бене     |

| Аустрија        | 1 : 0 (0 : 0) | Мађарска |
| --------------- | ------------- | -------- |
| Немец 51’ (пен) | Извештај      |          |

| Мађарска       | 3 : 0 (2 : 0) | Шпанија |
| -------------- | ------------- | ------- |
| Бене · Палотаи | Извештај      |         |

| Мађарска             | 2 : 1 (1 : 1) | Француска |
| -------------------- | ------------- | --------- |
| Шипош 25’ · Бене 55’ | Извештај      | 2’ Комбин |

| Шпанија                   | 2 : 1 (1 : 1, 2 : 1 п.с.н.) | Мађарска |
| ------------------------- | --------------------------- | -------- |
| Переда 36’ · Амансио 113’ | Извештај                    | 85’ Бене |

| Мађарска                         | 3 : 1 (1 : 0, 1 : 1, 3 : 1 п.с.н.) | Данска        |
| -------------------------------- | ---------------------------------- | ------------- |
| Бене 12’ · Новак 107’ (пен) 110’ | Извештај                           | 82’ Бертелсен |

| Швајцарска | 0 : 2 (0 : 1) | Мађарска       |
| ---------- | ------------- | -------------- |
|            | Извештај      | 39’ 84’ Алберт |

| Мађарска                           | 6 : 0 (2 : 0) | Мароко |
| ---------------------------------- | ------------- | ------ |
| Бене 13’ 38’ (пен) 70’ 74’ 78’ 87’ | Извештај      |        |

| Мађарска       | 2 : 2 (1 : 1) | Чехословачка        |
| -------------- | ------------- | ------------------- |
| Алберт 17’ 54’ | Извештај      | 24’ 69’ Т. Поспишал |

| Мађарска                                      | 6 : 5 (5 : 4) | Југославија                               |
| --------------------------------------------- | ------------- | ----------------------------------------- |
| Чернаи 5’ 11’ 44’ 63’ · Фаркаш 18’ · Бене 25’ | Извештај      | 1’ 82’ Осим · 12’ 35’ Белин · 31’ Замбата |

| Мађарска             | 2 : 0 (1 : 0) | Румунија |
| -------------------- | ------------- | -------- |
| Чернаи 2’ 84’ (пен.) | Извештај      |          |

| Мађарска                             | 6 : 0 (3 : 0) | Египат |
| ------------------------------------ | ------------- | ------ |
| Бене 7’ 20’ 66’ 77’ · Комора 29’ 58’ | Извештај      |        |

| Мађарска                 | 2 : 1 (0 : 0) | Чехословачка  |
| ------------------------ | ------------- | ------------- |
| Вајс 47’ (аг) · Бене 59’ | Извештај      | 80’ Брумовски |

| Мађарска      | 2 : 1 (1 : 1) | Југославија |
| ------------- | ------------- | ----------- |
| Алберт 8’ 36’ | Извештај      | 89’ Скоблар |

## Голгетери у 1964.
| - Флоријан Алберт - Лајош Тихи - Ференц Бене - Карољ Палотаи - Ференц Шипош - Јанош Фаркаш - Имре Комора |

## Извори и спољашње везе
- Dénes Tamás-Rochy Zoltán. A 700. után. Rochy és Társa. ISBN 963-04-7169-8.
- Rejtő László – Lukács László – Szepesi György: Felejthetetlen 90 percek. Budapest: Sportkiadó. 1977.  963-253-501-4
- Све утакмице репрезентације Мађарске
- Репрезентација Мађарске на фудбалској бази података
- Утакмице репрезентације Мађарске (1964)
- Полуфинале и финале ЕП 1964